# Valdemiro Santiago
Valdemiro Santiago de Oliveira (Palma, 2 de noviembre de 1963), también conocido como Apóstol Valdemiro, es un apóstol, televangelista, empresario, líder religioso, fundador de la Iglesia Mundial del Poder de Dios, escritor y cantante brasileño. Valdemiro es también ex obispo de la Iglesia Universal del Reino de Dios, una denominación cristiana evangélica y neopentecostal.
El pastor formó parte de ella hasta 1998 por lo que en marzo del mismo año fundó la Iglesia Mundial del Poder de Dios. Valdemiro Santiago ganó notoriedad al frente de la labor evangelística de la Iglesia Mundial del Poder de Dios y como televangelista, transmitiendo servicios en vivo en varias estaciones de radio y televisión, como Rede 21 y Rede CNT. Actualmente, los servicios prestados por el Apóstol Valdemiro, obispos y pastores de la Iglesia Mundial se transmiten por Ideal TV.